# Djinot, Iambol
Djinot (în bulgară Джинот) este un sat în comuna Straldja, regiunea Iambol,  Bulgaria. 

## Demografie
Componența etnică a satului Djinot
     Romi (6,54%)
     Bulgari (91,63%)
     Nicio identificare (1,81%)
     Altele (0%)
La recensământul din 2011, populația satului Djinot era de 275 locuitori. Din punct de vedere etnic, majoritatea locuitorilor (91,63%) erau bulgari, cu o minoritate de romi (6,54%). Pentru 1,81% din locuitori nu este cunoscută apartenența etnică.